# Domenico Carafa della Spina di Traetto
Domenico Carafa della Spina dos Duques de Traetto (Nápoles, 12 de julho de 1805 - Nápoles, 17 de junho de 1879) foi um cardeal e arcebispo católico italiano.

## Biografia
Domenico era o sétimo filho do Príncipe Palatino e Conde Francesco Carafa della Spina (1765-1808), terceiro duque de Traetto, e Paola Orsini (1770-1817), dos príncipes de Solofra e dos duques de Gravina, neta do Cardeal Domenico Orsini. Sobrinho-neto do cardeal Francesco Carafa della Spina.
Após estudar no Colégio Nazareno de Roma (1817-1823), ingressou na Pontifícia Academia dos Nobres Eclesiásticos em 1823, depois frequentou o ginásio de Sant'Eustachio e obteve o doutorado in utroque iuri em 22 de julho de 1826. Vice-legado em Ravena, 1819. Conclavista do Cardeal Giorgio Doria em 1823. Delegado apostólico em Espoleto, 1823; em Rieti, 1832; e em Macerata, 1834-1839. Camareiro particular supranumerário, 1826. Prelado doméstico de Sua Santidade e protonotário apostólico attendium, dezembro de 1827. Vice-legado em Ravena, janeiro de 1828. Referendário do tribunal da Assinatura Apostólica, abril de 1830. Delegado apostólico, dezembro de 1831; em Espoleto, abril de 1833; e em Macerata, janeiro de 1834. Clérigo da Câmara Apostólica.
Ordenado sacerdote em 30 de maio de 1841. Eleito arcebispo de Benevento em 22 de julho de 1844 pelo Papa Gregório XVI. Consagrado em 11 de agosto de 1844, na igreja de S. Lorenzo em Damaso, pelo cardeal Vincenzo Macchi, assistido por Fabio Maria Asquini, patriarca latino titular de Constantinopla, e por Giovanni Giuseppe Canali, arcebispo titular de Colosso.
O Papa Gregório XVI elevou-o ao posto de cardeal no consistório de 22 de julho de 1844, dando-lhe três dias depois o chapéu de cardeal e o título de Santa Maria degli Angeli. Participou do conclave de 1846 que elegeu o Papa Pio IX Foi o último arcebispo do poder temporal da Igreja em Benevento, possessão papal direta, antes de ser exilado devido à anexação ao Reino da Itália. Camerlengo do Sacro Colégio dos Cardeais, cargo que ocupou de 1864 a 27 de março de 1865. Participou do Concílio Vaticano I entre 1869 e 1870. Prticipou do conclave de 1878, que elegeu o Papa Leão XIII. Tornou-se Secretário dos Breves Apostólicos a partir de 30 de janeiro de 1879. Grão-chanceler das ordens militares papais. Optou pelo título de San Lorenzo in Lucina a partir de 12 de maio de 1879.
Cardeal Carafa morreu em Nápoles aos 73 anos. Seu corpo foi exposto para veneração pública na catedral napolitana e depois sepultado temporariamente na capela da arquiconfraria dos Bianchi dello Spirito Santo, no novo cemitério da cidade.